# Carl Weisshuhn
Carl Weisshuhn (27. února 1837, Rybnik – 4. ledna 1919, Budišov nad Budišovkou) byl slezský podnikatel, známý především jako majitel papírny v Žimrovicích.

## Život

### Mládí a rozvoj podnikání
Carl Weisshuhn se narodil v myslivně Jeruzalém blízko obce Rybnik do rodiny místního nadlesního. V mládí si spolu s bratrem Paulem pronajal takzvaný Nový mlýn u Hradce nad Moravicí a udělal z něj výdělečný podnik. V roce 1862 se – opět společně s bratrem – usadil v Lesních Albrechticích, kde měli pronajatý mlýn. K mlýnu přistavěli pilu a mimo to také podnikali ve stavebnictví – budovali cesty a železnici v celém Slezsku a na Moravě. 7. února 1864 se Carl oženil s Friderike Breyer z Větřkovic. Roku 1870 byla firma na výrobu železničních pražců Carla Weisshuhna přesunuta do Opavy, kde se po několika stěhováních usídlila v domě na Ensově (dnes Veleslavínově) ulici.

### Rozšiřování podniků
Celý podnik rodiny Weisshuhnů se na konci 19. století skládal ze řady mlýnů a pil v oblasti od Kružberka po Opavu, několika břidlicových lomů a od roku 1884 statku v Melči a lázní Jánské Koupele. Mimo všechny tyto podnikatelské aktivity se chtěl Carl věnovat těžbě zlata a proto spolu se svými syny navštívil několikrát studijně USA. Na těchto cestách se spřátelil s Thomasem Edisonem a prohloubil svůj vztah k pokroku. Toto se promítlo do skutečnosti, že byl v roce 1910 prokazatelně prvním vlastníkem automobilu na Opavsku a v roce 1911 vytvořil projekt přehrady na řece Moravici, která měla shodou okolností stát téměř na stejném místě, kde dnes stojí kružberská přehrada.

### Papírna
Jeho asi nejznámější podnikatelský počin se udál mezi lety 1888 a 1891, kdy nechal vystavět papírnu v Žimrovicích. Celý projekt byl tak finančně náročný, že firma Weisshuhn musela prodat část melčského statku, aby měla dostatek prostředků na jeho realizaci. Hlavní podmínkou pro výstavbu továrny bylo vybudování Papírenského náhonu, kterým se do papírny přemísťovalo dřevo ze vzdálenosti až 60 kilometrů proti proudu řeky. Celé dílo vyprojektoval Carl Weisshuhn osobně. Papír dodávala nová továrna opavskému velkoobchodníkovi Raymundu Habelovi. V roce 1907 vzniklo Weisshuhnovo obchodní oddělení a roku 1908 založil za účelem prodeje vyrobeného papíru Carl Weisshuhn se svými syny Carlem ml. a Ernstem obchodní společnost Carl Weisshuhn und Söhne. Roku 1914 byla vybudována úzkokolejná koňská vlečka na trase Hradec nad Moravicí – Žimrovice, která navazovala na trať Opava – Hradec. Obrovské zisky v období první světové války přinesla firmě výroba papírových pytlů, kterou Carl zavedl podle vzoru okoukaného v USA. Papírenský náhon je dnes stále funkční, ovšem dřevo pro továrnu se po něm přestalo dodávat v roce 1966. Továrna je od roku 2006 součástí korporace Smurfit Kappa, která je jedním z největších výrobců papíru na světě.
Dne 4. ledna 1919 při kontrole lesa měl Carl Weisshuhn nehodu na saních a v nedalekém rodinném sídle, samotě Na Stoupách na katastru Budišova nad Budišovkou, poté utrpěným zraněním ještě téhož dne podlehl. V té době se řadil mezi nejbohatší muže tehdejšího rakouského Slezska. Tento štědrý a dobrosrdečný muž po sobě zanechal majetek přesahující půl druhého milionu rakouských korun, ale také celkem třináct dětí, které měl se svou ženou Friderike.